# ГЕС Егль
ГЕС Егль (фр. Aigle) — гідроелектростанція у центральній Франції. Входить до каскаду на річці Дордонь (права притока Гаронни), яка дренує південно-західну сторону основної частини Центрального масиву. Знаходиться між ГЕС Мареж-Сен-П'єр (вище по течії) та ГЕС Шастан.
Для накопичення ресурсу на Дордоні звели арково-гравітаційну бетонну греблю висотою 92 метри, довжиною 289 метрів та товщиною від 5,5 до 47,5 метра. Вона утримує витягнуте по долині річки на 25 км водосховище із площею поверхні 7,5 км2 та об'ємом 220 млн м3. Окрім природного стоку до нього також перекидається вода із річки Люзеж (впадає справа в Дордонь нижче від греблі Егль), для чого на ній споруджена аркова гребля Люзеж висотою 40 метрів та довжиною 100 метрів, яка утримує водосховище об'ємом 3,8 млн м3.
Розташований біля греблі на правому березі машинний зал обладнано чотирма турбінами типу Френсіс потужністю по 54 МВт та однією турбіною потужністю 133 МВт, які забезпечують річну виробітку на рівні 0,5 млрд кВт-год електроенергії.